# Ферфілд-Бей (Арканзас)
Ферфілд-Бей (англ. Fairfield Bay) — місто (англ. city) в США, в округах Ван-Бюрен і Клеберн штату Арканзас. Населення — 2108 осіб (2020).

## Географія
Ферфілд-Бей розташований на висоті 265 метрів над рівнем моря за координатами 35°36′4″ пн. ш. 92°15′58″ зх. д. / 35.60111° пн. ш. 92.26611° зх. д. (35.601101, -92.266208).  За даними Бюро перепису населення США в 2010 році місто мало площу 39,68 км², з яких 39,54 км² — суходіл та 0,14 км² — водойми.

## Демографія
Згідно з переписом 2010 року, у місті мешкало 2338 осіб у 1260 домогосподарствах у складі 713 родин. Густота населення становила 59 осіб/км².  Було 2170 помешкань (55/км²). 
Расовий склад населення:
| - 97,9 % — білих - 0,5 % — корінних американців - 0,3 % — азіатів - 0,2 % — чорних або афроамериканців |

До двох чи більше рас належало 1,0 %. Іспаномовні складали 2,0 % від усіх жителів.
За віковим діапазоном населення розподілялося таким чином: 10,1 % — особи молодші 18 років, 40,9 % — особи у віці 18—64 років, 49,0 % — особи у віці 65 років та старші. Медіана віку мешканця становила 64,3 року. На 100 осіб жіночої статі у місті припадало 81,5 чоловіків;  на 100 жінок у віці від 18 років та старших — 83,0 чоловіків також старших 18 років.
Середній дохід на одне домашнє господарство  становив 46 103 долари США (медіана — 34 455), а середній дохід на одну сім'ю — 59 903 долари (медіана — 49 808). За межею бідності перебувало 9,8 % осіб, у тому числі 26,5 % дітей у віці до 18 років та 4,7 % осіб у віці 65 років та старших.
Цивільне працевлаштоване населення становило 559 осіб. Основні галузі зайнятості: освіта, охорона здоров'я та соціальна допомога — 32,7 %, фінанси, страхування та нерухомість — 16,1 %, роздрібна торгівля — 14,0 %.
За даними перепису населення 2000 року в Ферфілд-Беї проживало 2460 осіб, 833 родини, налічувалося 1231 домашнє господарство і 1976 житлових будинків. Середня густота населення становила близько 62,6 осіб на один квадратний кілометр. Расовий склад Ферфілд-Бея за даними перепису розподілився таким чином: 98,41 % білих, 0,53 % — чорних або афроамериканців, 0,16 % — корінних американців, 0,24 % — азіатів, 0,65 % — представників змішаних рас.
Іспаномовні склали 0,53 % від усіх жителів міста.
З 1231 домашніх господарств в 8,9 % — виховували дітей віком до 18 років, 62,0 % представляли собою подружні пари, які спільно проживали, в 4,3 % сімей жінки проживали без чоловіків, 32,3 % не мали сімей. 29,7 % від загального числа сімей на момент перепису жили самостійно, при цьому 21,9 % склали самотні літні люди у віці 65 років та старше. Середній розмір домашнього господарства склав 1,91 особи, а середній розмір родини — 2,29 особи.
Населення міста за віковим діапазоном за даними перепису 2000 року розподілилося таким чином: 9,3 % — жителі молодше 18 років, 2,6 % — між 18 і 24 роками, 10,2 % — від 25 до 44 років, 25,3 % — від 45 до 64 років і 52,6 % — у віці 65 років та старше. Середній вік мешканця склав 66 років. На кожні 100 жінок в Ферфілд-Беї припадало 82,4 чоловіків, у віці від 18 років та старше — 82,0 чоловіків також старше 18 років.
Середній дохід на одне домашнє господарство в місті склав 35 089 доларів США, а середній дохід на одну сім'ю — 42 419 доларів. При цьому чоловіки мали середній дохід в 30 337 доларів США на рік проти 21 625 доларів середньорічного доходу у жінок. Дохід на душу населення в місті склав 24 900 доларів на рік. 4,8 % від усього числа сімей в окрузі і 7,1 % від усієї чисельності населення перебувало на момент перепису населення за межею бідності, при цьому 20,1 % з них були молодші 18 років і 3,4 % — у віці 65 років та старше.